# Benoît (comte et évêque de Cornouaille)
Pour les articles homonymes, voir Benoît.
Benoît (ou Binidic) est un seigneur et ecclésiastique breton, comte et évêque de Cornouaille. Né vers 980, fils du comte Budic, il devient évêque de Cornouaille après 990 puis cumule l'épiscopat avec le comté de Cornouaille. Ses pouvoirs semblent plus affermis que ceux de son père. Il épouse la fille de l'évêque de Vannes, Orscand. Il déplace le siège épiscopal vers le centre actuel de Quimper. Il meurt à la fin du premier quart du XIe siècle. Son fils aîné, Alain Canhiart, devient comte de Cornouaille, tandis que le cadet, Orscand, reçoit la charge d'évêque.

## Biographie

### Évêque et comte
Benoît, né vers 980, est le fils de Budic, comte de Cornouaille dans le dernier tiers du Xe siècle, mort entre 1008 et 1019,,. Sa mère, la femme de Budic, est peut-être issue du lignage de Benoît, abbé de Landévennec.
Benoît est probablement un cadet, dont le nom de clergie montre qu'il est d'abord destiné à être uniquement un ecclésiastique. Il accède à l'épiscopat de Cornouaille après 990. On peut penser qu'il a été auparavant bénédictin, à l'abbaye de Landévennec. Si Budic peut planifier l'accession de son fils à l'épiscopat, c'est que son lignage a des droits à la détention de cette charge.
Peut-être à la suite de la disparition prématurée d'un héritier aîné laïc, Benoît cumule ensuite la charge d'évêque avec celle de comte de Cornouaille,,. Ce cumul des fonctions comtales et épiscopales entre les mains de Benoît n'est pas une appropriation indue, mais une opération préparée, en accord avec le duc de Bretagne  Alain III. Benoît porte donc le double titre de comes et episcopus parcium Cornubiensum. Cette titulature, qui insiste sur le territoire alors que son père, Budic, était appelé comes Cornubiensis « comte des Cornouaillais », suggère un accroissement des pouvoirs comtaux, sur la terre et non plus seulement sur les hommes. A cette époque, deux mots latins différents sont utilisés pour désigner la Cornouaille : Cornubia, utilisé par Benoît, qui semble avoir une signification plutôt politique et Cornugallia, qu'on retrouve dans la titulature de son fils Orscand, mot sans doute plus attaché à une autorité religieuse.
Vers 1008/1019, Benoît épouse Guigoedon, fille de l'évêque de Vannes Orscand le Grand. Ce mariage permet la perpétuation de la maison de Cornouaille et unit deux lignages issus de deux comtés voisins du sud de la Bretagne,. Le frère de Guigoedon s'appelle Rudalt. Ces noms rappellent ceux de la puissante famille des Widonides, installée quelques décennies plus tôt dans la région. Les familles de Cornouaille et de Vannes sont toutes deux des soutiens des comtes de Rennes.
Benoît donne un domaine, autour de l'église de Gourlizon, à l'abbaye de Locmaria de Quimper. Il déplace sans doute le siège épiscopal dans le palais comtal, à Quimper proprement dit, au confluent du Frout, de l'Odet et du Steïr,.

### L'enracinement d'un lignage
Benoît et Guidoegon ont plusieurs enfants :
- le fils aîné, Alain Canhiart, dont le nom indique une volonté de la part de son père de lui transmettre le comté en rappelant le souvenir du roi Alain de Bretagne et du duc Alain Barbetorte, qui est comte de Cornouaille[Qu 7] ;
- le cadet, Orscand, destiné par son nom à être ecclésiastique, qui est évêque de Cornouaille[1],[Qu 7] ;
- Periou, mort en 1064/1084, qui a pour fils Guegon de La Roche, sans doute La Roche-Piriou, sur l'actuelle commune de Priziac[Qu 8] ;
- Guethenoc[Qu 7];
- Guerech[Qu 7];
- Avan, épouse d'Huelin d'Hennebont[Qu 7];

Vers 1025/1030, Benoît organise de son vivant le partage du pouvoir entre ses deux fils. Orscand est qualifié du titre d'évêque du vivant de son père. Comme son père Budic avant lui, Benoît, mourant, fait une donation en faveur de l'abbaye de Landévennec, probablement pour y être enterré.
Après la mort de leur père, Alain Canhiart et Orscand vont se marier. Ainsi vont naître deux lignages, l'un comtal, l'autre épiscopal,. Leur père, Benoît, n'avait pas prévu ce cas de figure puisqu'il n'a pas organisé le mariage de son fils cadet. À la même époque, d'autres dynasties épiscopales se développent en ailleurs Bretagne, comme à Nantes ou à Rennes,.